# Гантінгтон Тауншип (округ Лузерн, Пенсільванія)
Гантінгтон Тауншип (англ. Huntington Township) — селище (англ. township) в США, в окрузі Лузерн штату Пенсільванія. Населення — 2053 особи (2020).

## Демографія
Згідно з переписом 2010 року, у селищі мешкали 2244 особи в 849 домогосподарствах у складі 630 родин. Було 965 помешкань
Расовий склад населення:
| - 98,9 % — білих - 0,3 % — азіатів - 0,1 % — чорних або афроамериканців |

До двох чи більше рас належало 0,4 %. Частка іспаномовних становила 1,2 % від усіх жителів.
За віковим діапазоном населення розподілялося таким чином: 21,8 % — особи молодші 18 років, 60,2 % — особи у віці 18—64 років, 18,0 % — особи у віці 65 років та старші. Медіана віку мешканця становила 44,2 року. На 100 осіб жіночої статі у селищі припадало 97,7 чоловіків;  на 100 жінок у віці від 18 років та старших — 96,4 чоловіків також старших 18 років.
Середній дохід на одне домашнє господарство  становив 62 581 долар США (медіана — 50 417), а середній дохід на одну сім'ю — 74 687 доларів (медіана — 65 000). За межею бідності перебувало 17,2 % осіб, у тому числі 23,6 % дітей у віці до 18 років та 17,2 % осіб у віці 65 років та старших.
Цивільне працевлаштоване населення становило 872 особи. Основні галузі зайнятості: освіта, охорона здоров'я та соціальна допомога — 20,6 %, роздрібна торгівля — 13,9 %, виробництво — 13,2 %.